# Lionel Van Deerlin
Lionel Van Deerlin, född 25 juli 1914 i Los Angeles i Kalifornien, död 17 maj 2008 i San Diego i Kalifornien, var en amerikansk politiker (demokrat). Han var ledamot av USA:s representanthus 1963–1981.
I kongressvalet 1980 besegrades Van Deerlin av republikanen Duncan L. Hunter. Den kristna högern mobiliserade sig bakom Hunter som var för kristna skolor, emot rätten till abort och för utökade militärutgifter.
Van Deerlin ligger begravd på All Saints Cemetery i San Luis Rey.